# Melodii i ritmy sarubeschnoi estrady
Melodii i ritmy sarubeschnoi estrady (russisch Мелодии и ритмы зарубежной эстрады, zu deutsch Melodien und Rhythmen der ausländischen Hitparade) war eine musikalische Sendung des sowjetischen Fernsehens in den 1970er Jahren. Ausgestrahlt wurde sie seit März 1976 bis 1. Januar 1986.

## Inhalt
In der Sendung wurden Videoclips ausländischer Interpreten, hauptsächlich aus dem westlichen Gesellschaftskreis und insbesondere aus Frankreich und Italien gezeigt. Diese Sendung ermöglichte es den Bürgern der UdSSR erstmals westliche Hits im Original zu hören. Dabei hatte die Partei KPdSU volles Einspruchsrecht. Die Sendung wurde nachts ausgestrahlt. Um zu verhindern, dass die ausgestrahlten Lieder mitgeschnitten wurden, wurde während des Intros eine kurze Zusammenfassung vorgesprochen, die oft sogar in den Song hineinreichte, wobei der Sprecherton höher gedreht wurde als der Ton des Videos.
Vorgestellte Interpreten waren u. a. ABBA (einige Songs), Joe Dassin, Boney M, Afric Simone, Pupo, Demis Roussos, Julio Iglesias, Karel Gott und Riccardo Fogli.
Als Michail Gorbatschow die politische Macht übernahm, wurde die Sendung eingestellt, da westliche Künstler nun im Land Auftrittsmöglichkeiten hatten.
Die Sendung wird im 4. Programm Wremja der Senderfamilie des Perwy kanal, der nur Sendungen aus der ehemaligen Sowjetunion ausstrahlt, wiederholt.